# Neblinichthys
Neblinichthys (Неблініхтис) — рід риб триби Ancistrini з підродини Hypostominae родини Лорікарієві ряду сомоподібні. Має 5 видів. Наукова назва походить від латинського слова nebula, тобто «туман», «пара», та грецького слова ichthys — «риба».

## Опис
Загальна довжина представників цього роду коливається від 4,7 до 8,9 см. Зовні частково схожі з сомами роду Lasiancistrus. У самців морда нагадує своєрідну щітку, яка утворена видовженими щетиноподібними одонтодами (шкіряними зубчиками). У кожного виду ці одонтоди різного розміру. Подовжені одонтоди знаходяться у верхній частині голови та на тулубі. Очі невеличкі. Тулуб подовжений та кремезний, вкритий кістковими пластинками. Спинний плавець видовжений, з 1-2 жорсткими променями. Жировий плавець маленький. Грудні та черевні плавці мають однакову довжину. Анальний плавець доволі довгий (проте поступається спинному), низький, має 1 жорсткий промінь. Хвостовий плавець видовжений.
Забарвлення коричневого кольору з різними відтінками. Черево може бути з дрібними плямами, хвостовий плавець — 4-5 смугами або плямами.

## Спосіб життя
Це демерсальні риби. Зустрічаються в маленьких струмках зі швидкою течією. Тримаються біля дна з великими і невеликими каменями та дуже дрібним піском. Рослинності в біотопі цих сомиків немає. Живляться м'якими водоростями.

## Розповсюдження
Мешкають у басейнах річок Ріо-Негро, Касіка, Барія, Кароні, Ессекібо (Венесуела, Гаяна).

## Види
- Neblinichthys brevibracchium
- Neblinichthys echinasus
- Neblinichthys peniculatus
- Neblinichthys pilosus
- Neblinichthys roraima
- Neblinichthys yaravi